# Sallie Gardner at a Gallop

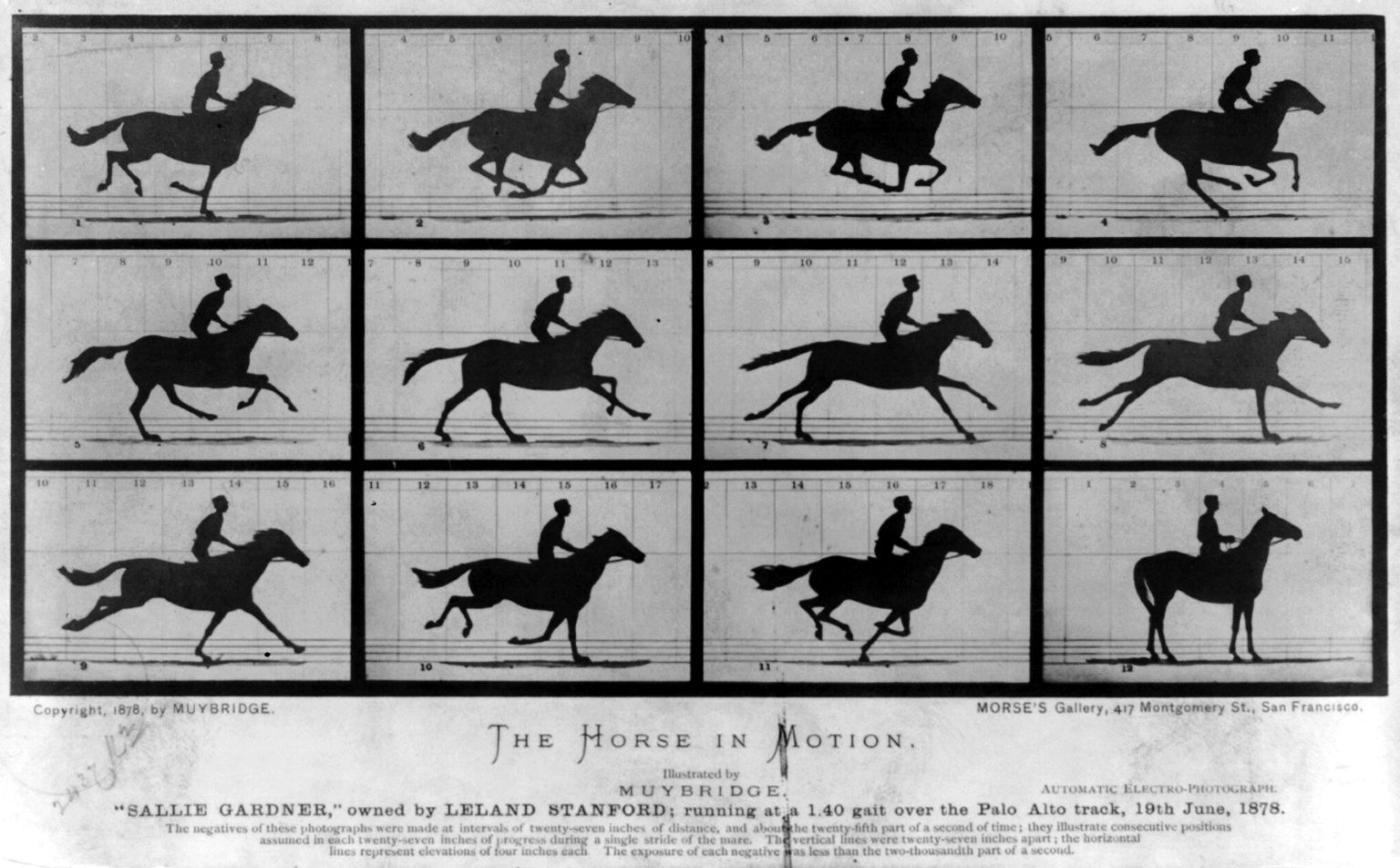
Sallie Gardner at a Gallop.

Sallie Gardner at a Gallop (« Sallie Gardner au galop ») est une série de photographies en noir et blanc composée d'un cheval au galop (« Sallie Gardner ») avec son cavalier. Il est le résultat d'une expérience photographique d'Eadweard Muybridge le 15 juin 1878.
Parfois considérée comme un court-métrage muet précurseur, la série de photographies et des tests ultérieurs en font une expérience pionnière du développement d'images animées. La série se compose de 24 photographies prises rapidement à la suite qui sont montrées sur un zoopraxiscope.
Muybridge réalise ce travail à la demande de Leland Stanford, un industriel et cavalier, qui est intéressé par l'analyse des mouvements du cheval. Le but de la séance est de déterminer si un cheval au galop soulève les quatre sabots du sol à certains moments, ce que la vitesse rapide du mouvement empêche l'œil humain de déterminer.
En 2003, le magazine Life a listé Sallie Gardner at a Gallop parmi les « 100 photographies qui ont changé le monde ».

Séquence animée de photographies de Muybridge.